# Província de Talara
Talara és una província de la regió de Piura (Perú). Fa frontera amb l'oceà Pacífic a l'oest, la província de Paita al sud, la província de Sullana a l'est i la província de Contralmirante Villar, de la regió de Tumbes, al nord. Té la capital a la important ciutat portuària de Talara i conté el complex de platja de Máncora. Fou creada pel president Manuel A. Odría el 1956.

## Atraccions
La província té atraccions turístiques com el complex de platja de Máncora, la platja de Cabo Blanco, Punta Balcones, el bosc de Pariñas, les muntanyes Amotape, un jaciment de fòssils de cetacis, la Plataforma del Zócalo Continental, Punta Arenas, la refineria de Talara i el centre cívic de Talara. Té les majors reserves petrolíferes de tot el Perú.
Punta Pariñas, el punt més occidental del continent sud-americà, es troba a la província, al districte de La Brea.

## Clima
La província té una temperatura mitjana anual de 25 °C.

## Administració
La província es divideix en sis districtes, cadascun dels quals té un alcalde al capdavant:
- El Alto
- La Brea
- Lobitos
- Los Órganos
- Máncora
- Pariñas

## Transport
Està connectada a la resta del país per diverses carreteres i l'Aeroport Internacional Capitán FAP Víctor Montes Arias.